# Tongelen
Met tongelen wordt het bewegen van de gespleten tong van een aantal hagedissen (bijvoorbeeld varanen) en veel slangen bedoeld.
Hierbij wordt de tong uitgestoken en heen en weer bewogen om zoveel mogelijk geurdeeltjes op te vangen. Vervolgens wordt de tong in de bek gebracht en langs een zintuiglijk weefsel gestreken, het orgaan van Jacobson genoemd. Dit weefsel analyseert vervolgens de geuren en kan zo bijvoorbeeld een mogelijke prooi lokaliseren. Zowel de tong als het orgaan van Jacobson bestaan uit twee delen, zodat het reptiel de richting van de geurbron kan bepalen.